# Ellen Becker
Ellen Becker (n. 3 august 1960, Duisburg, Germania) este o canotoare germană, medaliată olimpică. A participat la o ediție a Jocurilor Olimpice (1984) în care a câștigat o medalie de bronz.